# Jiří Růžička (spisovatel)
Jiří Růžička (28. listopadu 1913, Praha – 25. února 1992, tamtéž) byl český nakladatelský redaktor a spisovatel, autor knih pro mládež. Zdroje uvádí, že je rodákem z Petrovic, bohužel není specifikováno, o které Petrovice konkrétně jde.
V letech 1954–1956 byl členem redakční rady měsíčníku pro dětskou literaturu Dětská kniha a publikoval zde své programové, teoretické a kritické příspěvky. Pracoval také jako redaktor nakladatelství Albatros. Další biografické údaje nebyly zjištěny.

## Dílo
- Nej-nej-nej (1959), obrázková knížka, která stručně seznamuje mladé čtenáře se zajímavými zvířaty, stavbami, zeměmi, stroji i lidmi. (spoluautor Dobroslav Foll[5])
- Tajemství třetí tůně (1961), pro mládež, prázdninové příhody dvou chlapců, kteří si zahrají na detektivy při pátrání po pachateli záhadného vražedného útoku.
- Neobyčejné jaro (1962), pro mládež, příhody syna učitele na malé vesnici.
- Konec nevrlého střelce (1965), pro mládež, zážitky a příběhy skupiny chlapců a jednoho děvčete, kteří tvoří hlídku ochrany přírody.
- Děti a dobrodružství (1966), teoretická kniha, rozbor zájmů dětí, chlapců i děvčat, o dobrodružnou četbu, založený na průzkumu provedeném na základních devítiletých školách v Praze a řadě dalších měst v Čechách a na Moravě.